# Cleome fosteriana
Cleome fosteriana là một loài thực vật có hoa trong họ Màng màng. Loài này được H.H.Iltis mô tả khoa học đầu tiên năm 1959.